# Malasiqui
Malasiqui là một đô thị hạng 1 ở tỉnh Pangasinan, Philippines. Theo điều tra dân số năm 2007, đô thị này có dân số 122.820 người trong 20.798 hộ. 

## Barangay
Malasiqui được chia thành 73 barangay.
| - Abonagan - Agdao - Alacan - Aliaga - Amacalan - Anolid - Apaya - Asin Este - Asin Weste - Bacundao Este - Bacundao Weste - Bakitiw - Balite - Banawang - Barang - Bawer - Binalay - Bobon - Bolaoit - Bongar - Butao - Cabatling - Cabueldatan - Calbueg - Canan Norte | - Canan Sur - Cawayan Bogtong - Don Pedro - Gatang - Goliman - Gomez - Guilig - Ican - Ingalagala - Lareg-lareg - Lasip - Lepa - Loqueb Este - Loqueb Norte - Loqueb Sur - Lunec - Mabulitec - Malimpec - Manggan-Dampay - Nancapian - Nalsian Norte - Nalsian Sur - Nansangaan - Olea | - Pacuan - Palapar Norte - Palapar Sur - Palong - Pamaranum - Pasima - Payar - Poblacion - Polong Norte - Polong Sur - Potiocan - San Julian - Tabo-Sili - Tobor - Talospatang - Taloy - Taloyan - Tambac - Tolonguat - Tomling - Umando - Viado - Waig - Warey |